# ناثانيل بوكانان
ناثانيل بوكانان (بالإنجليزية: Nathaniel Buchanan)‏ هو مستكشف أسترالي، ولد في 1826، وتوفي في 23 سبتمبر 1901.